# Achaearanea isana
Achaearanea isana är en spindelart som beskrevs av Claude Lévi 1963. Achaearanea isana ingår i släktet Achaearanea och familjen klotspindlar. Inga underarter finns listade i Catalogue of Life.